# Mănăstirea romano-catolică din Teiuș
Mănăstirea romano-catolică din Teiuș, inițial franciscană, apoi paulină, este un monument istoric aflat pe teritoriul orașului Teiuș. Mănăstirea a fost ctitorită de voievodul Ioan de Hunedoara, care a dispus așezarea pe fațadă a inscripției votive AN[no] D[omi)NI MCCCCXXXXVIIII IOHANNES DE HUNYAD R[e]G[n]I HUNG[a]R[iae] GUB[ernato]R.

## Istoric
Lăcașul a fost construit în anii 1454-1455. În anul 1535 obștea mănăstirii era alcătuită din 18 călugări. În anul 1603 lăcașul a fost distrus de armata lui Moise Secuiul, rămânând doar zidurile (fără acoperiș).
În anul 1701 nobilul Ștefan Apor a decis refacerea mănăstirii, în urma unui jurământ. Lăcașul a fost redeschis în anul 1703, ca mănăstire paulină.
Ordinul paulin a fost desființat în Imperiul Austriac în anul 1786, în contextul reformelor iozefine, iar biserica a devenit biserică parohială.